# Mistrzostwa Świata w Kolarstwie Przełajowym 1954
5. Mistrzostwa Świata w Kolarstwie Przełajowym 1954 odbyły się we włoskiej miejscowości Crenna, 28 lutego 1954 roku. Rozegrano tylko wyścig mężczyzn w kategorii zawodowców.

## Medaliści
| Konkurencja:               | Złoto:          | Czas    | Srebro:      | Czas     | Brąz:      | Czas     |
| Klasyfikacja mężczyzn      |                 |         |              |          |            |          |
| Zawodowcy (28 lutego 1954) | André Dufraisse | 55:06 m | Pierre Jodet | + 0:44 m | Hans Bieri | + 0:56 m |

## Szczegóły
| Medal | Zawodnik                | Narodowość | Czas    |
| ----- | ----------------------- | ---------- | ------- |
|       | André Dufraisse         | Francja    | 55:06 m |
|       | Pierre Jodet            | Francja    | + 0:44  |
|       | Hans Bieri              | Szwajcaria | + 0:56  |
| 4     | Georges Furnière        | Belgia     | + 1:28  |
| 5     | Johny Goedert           | Luksemburg | + 1:32  |
| 6     | Antonio Barrutia        | Hiszpania  | + 1:47  |
| 7     | Roger De Clercq         | Belgia     | + 2:07  |
| 8     | José Michelena          | Hiszpania  | + 2:07  |
| 9     | Frans Feremans          | Belgia     | + 2:07  |
| 10    | Calixte Van Steenbrugge | Belgia     | + 2:07  |

## Tabela medalowa
| Miejsce | Państwo    |   |   |   |   |
| ------- | ---------- | - | - | - | - |
| 1.      | Francja    | 1 | 1 | 0 | 2 |
| 2.      | Szwajcaria | 0 | 0 | 1 | 1 |